# 太平洋海嘯警報中心
太平洋海嘯警報中心（Pacific Tsunami Warning Center，簡稱PTWC，又名太平洋海嘯預警中心），由美國國家海洋和大氣管理局（NOAA, National Oceanic and Atmospheric Administration）管理，於1949年成立。中心因1946年發生於夏威夷與阿拉斯加的阿留申群島地震造成165人死亡而成立，總部設於太平洋的美國夏威夷州，太平洋海嘯警報系統亦由這個組織所運作。
太平洋海嘯警報系統的成員由太平洋沿岸各國組成，平日工作會不斷留意各地水位變化。在地震發生時，在太平洋海嘯警報系統架構下的各地天文台或地震預防中心會將地震儀所收集到的的數據，如：地震波抵達時間，一一發送到夏威夷州的太平洋海嘯警報中心。中心在接收到各地區之資料後，便會迅速計算出地震震央、深度和強度，從而評估出發生海嘯之機會，然後向參與的國家及地區發出詳盡的海嘯預測數據及報告，當中也預測了海嘯抵達太平洋沿岸各地區的大約時間和海嘯高度等。傳媒亦經常根據該中心之數據向市民傳遞最新的海嘯消息。

## 海嘯訊息類別

### 針對 美國、加拿大海岸及英屬維京群島
海嘯警報中心在可能發生海嘯時，會向美國、加拿大海岸及英屬維京群島發布警訊通知相關緊急應變單位及民眾，發布的類型主要如下：
| 警戒層級                          | 可能的危害                                 | 建議行動                         |
| --------------------------------- | ------------------------------------------ | -------------------------------- |
| 海嘯警報（Warning）               | 極危險的大範圍淹水級強勁的海嘯海流。       | 立即往高處及內陸避難             |
| 海嘯注意報（Advisory）            | 靠近海邊及河邊的危險強勁海嘯海流。         | 立即遠離海灘及水域               |
| 海嘯觀察（Watch）                 | 尚無法確定是否有危害。                     | 持續關注後續消息，並做好避難準備 |
| 海嘯資訊（Information Statement） | 沒有威脅，或尚未確定是否有危害的遠處事件。 | 無須行動                         |

並會在判斷海嘯威力已消退至安全水準，或是更新資料判斷不會有破壞性的影響時，發布解除報 (cancellation )。

### 針對 美國太平洋與加勒比海地區屬地及非美國太平洋地區
發布國際海嘯訊息(International Tsunami Messages)，主要提供太平洋、加勒比海、鄰近地區的國際合作夥伴來發布訊息，供應對建議及參考，並不會直接對區域發布直接的警報。海嘯訊息的類型主要如下：
| 訊息類型                          | 可能的危害           | 建議行動                               |
| --------------------------------- | -------------------- | -------------------------------------- |
| 海嘯威脅資訊（Threat）            | 危險的海嘯海流及洪水 | 洽詢更多資訊，並依循當地政府的指示行動 |
| 海嘯資訊（Information Statement） | 判斷沒有威脅。       | 無須行動                               |

## 深海海嘯探測
1995 年，美國國家海洋暨大氣總署（NOAA）太平洋海洋環境實驗室（PMEL），在美國國家海嘯危害減緩計畫(NTHMP)下，開始研發名為深海海嘯評估與通報系統（DART, Deep-ocean Assessment and Reporting of Tsunamis）。

透過佈署多個DART浮標站，蒐集監測各種感測器的數據，來達到海嘯偵測與評估。當海嘯波在海洋中傳播並到達 DART 系統時，這些系統會將海平面資訊測量結果報告給海嘯預警中心進行資料處理，讓預警中心能夠即時更新更準確的海嘯預警資訊，大幅提升海嘯預警的可靠度與速度，增加避難與應對的時間。

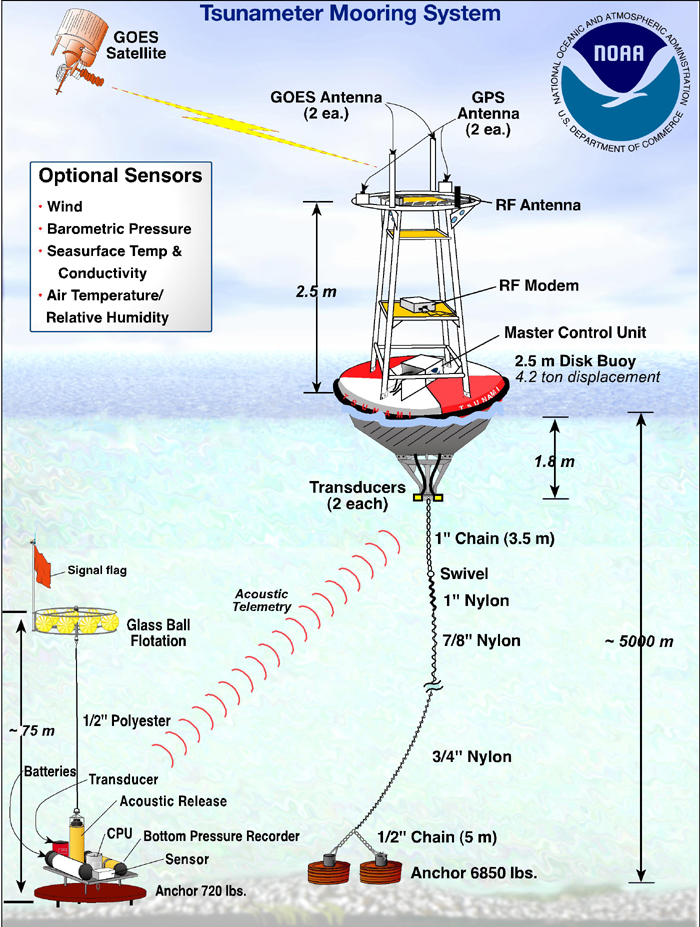
Deep-ocean Assessment and Reporting of Tsunamis系統海嘯計及浮標

## 外部連結
- 太平洋海嘯警報中心官方網站（页面存档备份，存于）
- 国际报道海啸 （页面存档备份，存于）
- 西岸與阿拉斯加地區警報中心（West Coast and Alaska Coast regional Warning Center）（页面存档备份，存于）
- Deep-ocean Assessment and Reporting of Tsunamis (DART)
- 太平洋海嘯警報系統如何運運作
- Envirtech Tsunami Warning System, based on real time seafloor observatories measuring seismic waves and sea levels